# Mondatalakzat
A mondatalakzatok (görögül metataxis)(vagy szintaktikai alakzatok) közé a retorika szavak, szószerkezetek és mondatok alakzatait sorolja. Meghatározásukat a képektől (trópusoktól) való eltérésük alapján lehet megadni. Az alakzatok abban különböznek a trópusoktól, hogy ez utóbbiak a szavak átvitt értelmű használatára alkalmazott kifejezések, alakzatokon pedig a mondatoknak, szószerkezeteknek a megszokottól eltérő használatát értjük. Van olyan megkülönböztetés is, hogy az átalakító eljárások közül a trópusok immutációs változatok, az alakzatokat pedig adjekcióval, detrakcióval és transzmutációval lehet létrehozni. Adjekciós mondatalakzatok: ismétlés, poliszindeton, epanafora, reddíció, epifora, felsorolás, fokozás. Detrakciós mondatalakzatok: ellipszis, zeugma, aszindeton. Transzmutációs mondatalakzatok: inverzió, hiperbaton, enallagé, hipallagé.